# Салим, Фарук
Фарук Салим (англ. Faruq Saleem; 6 декабря 1973, Ньюарк, Нью-Джерси, США)— американский боксёр-профессионал, выступающий в тяжёлой весовой категории.

## Профессиональная карьера
На профессиональном ринге Салим дебютировал 28 февраля 1998 года в возрасте 24 лет, все бои в дальнейшем провёл в США. С первых же своих поединков молодой тяжеловес зарекомендовал себя как боксер, способный одним ударом отправить соперника в нокаут. Обладая отменно высоким ростом (201 см), Фарук, тем не менее, не очень хорошо использовал данное преимущество, предпочитая левому джебу и работе с дистанции фирменные мощные «выстрелы» справа в ближнем и среднем бою. Салим никогда не отличался высокой скоростью передвижения по рингу (во многом объяснимо с учётом солидной массы боксёра — в среднем на протяжении карьеры 117 кг); отсутствие серьёзной любительской «школы» не могло не отразиться на его технике — атаки американца не отличались разнообразием, а защитой боксёр порой и вовсе пренебрегал. Несмотря на означенные недостатки, низкий уровень соперников Фарука на профессиональном ринге позволил ему на некоторое время стать обладателем безупречного послужного списка — 38 побед в 38 поединках.

### 1998—1999 годы
На заре профессиональной карьеры Салим демонстрировал завидную активность. Так, в 1998 году он провёл 7 боев, а в 1999-м — целых 11, причем лишь в одном из поединков оппонент Фарука продержался до финального гонга.

### 2000—2001 годы
В 2000 году Салим победил ещё пятерых ничем не примечательных соперников, не сумевших решить задачу нейтрализации правой руки американца. В начале следующего года Фарук впервые попробовал себя в десятираундовых боях, причём противостояли ему уже куда более искушенные в боксе мастера. Так, поединки с опытнейшим бойцом, обладателем железобетонной челюсти Мэрионом Уилсоном и не менее опытным Абдулом Мухаймином Салиму не удалось завершить досрочно, а 29 июня 2001 соотечественник Лэрри Кэрлайл впервые в профессиональной карьере отправил Фарука в нокдаун. Впрочем, это не спасло Кэрлайла от тяжёлого нокаута в третьем раунде означенного боя.

### Бой с Мелвином Фостером
8 декабря 2001 встретился с Мелвином Фостером, который, будучи всего-навсего двумя годами старше, уже имел на своем счету встречи с такими мастерами перчатки, как Тревор Бербик, Майкл Мурер и Хасим Рахман. Бой сложился крайне тяжело для Фарука. Фостер, несмотря на серьезную разницу в росте, умело рвал дистанцию и регулярно находил бреши в небезупречной защите Салима. В третьем раунде Мелвин даже добился того, что его оппоненту отсчитали нокдаун. Но в более поздней стадии боя некоторое преимущество все-таки имел Фарук Салим, и двое из трёх судей по итогам десятираундового противостояния выставили очки в его пользу. Разумеется, победа разделённым судейским решением над Фостером славы Салиму не добавила.

### 2002—2004 годы
После 2001 года график боев Фарука вряд ли сильно обременял его. В 2002-м Салим легко разобрался с тремя не слишком известными оппонентами, а годом позже, проведя ещё один «разминочный» поединок, вышел на бой с довольно крепким боксёром, соотечественником Отисом Тисдейлом. 14 августа 2003 года в Довере (штат Делавэр) Фарук уже в первом раунде пропустил неприятный удар и оказался в нокдауне, однако запала Отиса хватило ненадолго. Проигрывавший многим известным тяжеловесам Тисдейл пополнил список своих поражений, не устояв перед ударной мощью соперника. В шестом раунде рефери остановил бой, зафиксировав победу Салима техническим нокаутом. Казалось, с этого момента уровень оппозиции боксера будет неуклонно повышаться. В 2004 году Фарук отметился лишь двумя победами над очередными более чем скромными соперниками, но фамилия Салима в конце 2004-го — первой половине 2005-го, тем не менее, упоминалась в числе пятнадцати лучших в рейтингах двух из четырёх наиболее престижных боксерских организаций — WBC и WBA. К сожалению, тяжеловес-победитель вновь вышел на ринг лишь после длительного перерыва, спустя почти два года со дня его последнего боя. О причинах, побудивших Салима сделать столь внушительную паузу в выступлениях, в американских спортивных СМИ не сообщалось.

### 2006—2009 год
После своего возвращения Фарук Салим провёл три боя. Отдельного упоминания достоин разве что второй поединок, в котором ему удалось с некоторым трудом переиграть по очкам популярного джорнимена Седрика Филдса. По итогам состоявшегося 12 октября 2007 года в Филадельфии шестираундового противостояния один судья выставил ничейные очки, а двое других посчитали, что Салим выиграл 4 раунда из шести. Последней победой Салима был бой, выигранный им в ноябре 2008-го по очкам у малоизвестного соотечественника Уилли Перримэна. Последовавшее за ним 23 сентября 2009 года поражение от соперника уровнем ниже среднего (три победы и четыре поражения в послужном списке) заставило Салима завершить карьеру.